# 宝源光学
宝源光学は、中国のカメラメーカー。本社は北京。
主な機種は長城PF-1。マニュアルフォーカス一眼レフ、レンズは固定式で40mmF2.8。エレクトロニックフラッシュ内蔵でフジカST-Fのコピー。近年まで生産されていた。現在は長城ブランド・プラクチカブランドのデジタルカメラを北京市内にて販売している。